# 汪正生
汪正生（1944年10月—），江苏镇江人，中华人民共和国官员，中国共产党党员，第十届全国政协委员。汪正生毕业于江苏师范学院物理系，1966年8月参加工作，1979年3月加入中国共产党。他曾担任中共南京市委副书记、中共南京市纪委书记、南京市政协主席。
汪正生1966年毕业于江苏师范学院物理系。由于文化大革命，汪正生毕业后留校待分配，档案中记载他1966年8月参加工作。文化大革命中，他到江宁县下乡锻炼。后来，他还曾在江宁县展览馆，殷巷中学、江宁县中学任职，曾担任中学教师、教导主任。后来他进入政府，在江宁县文教局任副局长。
1984年2月，汪正生升任中共江宁县委副书记。1985年11月，他调入中共南京市委，担任教卫部副部长。1987年7月，汪正生升为中共高淳县委书记。1989年9月，他回到南京市，担任中共南京市纪委副书记。1992年3月，他进入中共南京市委常委会，担任中共南京市委秘书长。1996年1月，他被任命为中共南京市委副书记。他曾担任中共南京市纪委书记。
2003年1月，汪正生被选为第十一届南京政协主席，任满一届后退休。
汪正生曾兼任第四届、第五届南京延安精神研究会会长。